# 猫の聖母 (ロマーノ)

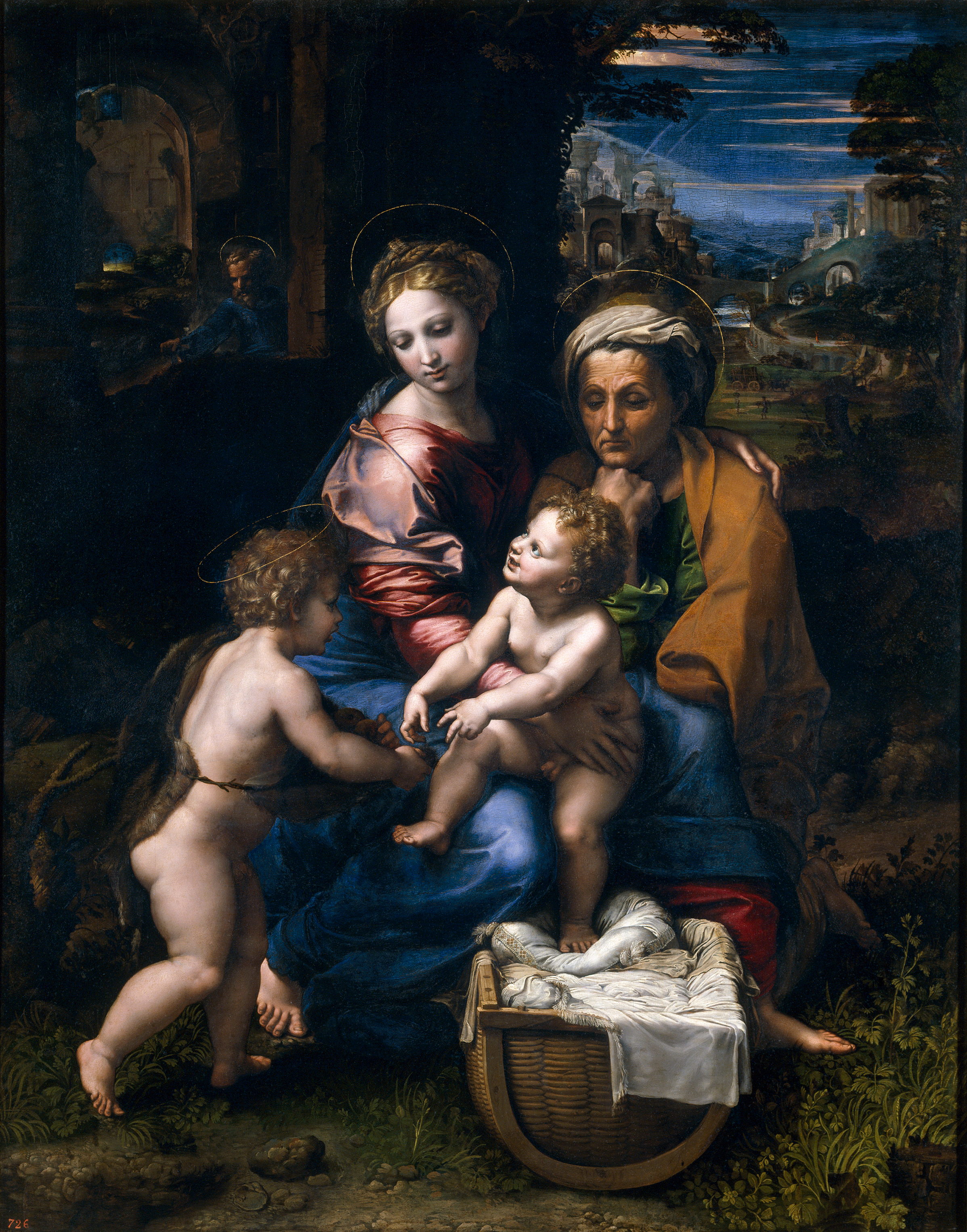
ラファエロ『聖家族』(1518-1520年)、プラド美術館 (マドリード)

『猫の聖母』（ねこのせいぼ、伊: Madonna della gatta）は、イタリアのマニエリスム期の画家、ジュリオ・ロマーノによる1522-1523年の油彩画である。現在、ナポリのカポディモンテ美術館に収蔵されている。
本作は、レオナルド・ダ・ヴィンチとラファエロのピラミッド型の構図を用いている。作品名は前景の飼い猫に由来している。猫が描写されているため、1566年にマントヴァでヴァザーリが見た「il quadro della gatta」（猫の絵、または猫のいる絵）として言及している作品と同一視できる。 同じ猫は、ジュリオが1524年から1525年に描いた『恋人たち』にも再登場している。
図像、構図の点で、本作は明らかにラファエロの『聖家族』を参照している。しかし、ラファエロの絵画とは非常に異なっており、ラファエロの柔和さ、そしてレオナルド・ダ・ヴィンチのスフマートからは隔たりがある。
本作は、ジュリオがまだローマにいる間にフェデリコ2世・ゴンザーガのために制作されたため、しばらくの間ゴンザーガ・コレクションにあった。 16世紀後半には、バルバラ・サンセヴェリーノのコレクションに記録されているが、バルバラはパルマ出身の貴婦人であり、ヴィンチェンツォ1世・ゴンザーガの恋人かつ親友でもあった。ファルネーゼ家はいくつかの地元の貴族からの芸術作品を没収したため、1612年に、作品はサンセヴェリーノのコレクションからファルネーゼ家のコレクションに入った。 1737年頃に後のスペイン王カルロス3世（当時は、ナポリ・シチリア王カルロ7世）が継承した作品の一つであり、その後ナポリに移され、現在もナポリのカポディモンテ美術館にある。